# Тухув
Ту́хув (пол. Tuchów) — місто в південній Польщі.
Належить до Тарнівського повіту Малопольського воєводства.

## Географія
У місті річка Шведка впадає у річку Білу.

## Демографія
Демографічна структура станом на 31 березня 2011 року:
|          | Загалом | Допрацездатний вік | Працездатний вік | Постпрацездатний вік |
| -------- | ------- | ------------------ | ---------------- | -------------------- |
| Чоловіки | 3291    | 712                | 2221             | 358                  |
| Жінки    | 3390    | 677                | 1987             | 726                  |
| Разом    | 6681    | 1389               | 4208             | 1084                 |